# Пељини (Савона)
Пељини је насеље у Италији у округу Савона, региону Лигурија.
Према процени из 2011. у насељу је живело 41 становника. Насеље се налази на надморској висини од 253 м.